# Gargonza Arts
Gargonza Arts ist ein Artist-in-Residence-Programm für junge Künstlerinnen und Künstler verschiedener Kunstrichtungen. Das Stipendium wurde im Jahr 2012 erstmals durch den Verein InterArtes – Verein zur Förderung der Künste e.V. vergeben. Gegründet wurde der Verein am 16. Januar 2011 mit dem Ziel, regelmäßige interdisziplinäre Stipendien in verschiedenen Kunstsparten zu vergeben und langfristig ein Netzwerk aufzubauen. Das Projekt findet auf dem Castello di Gargonza in Gargonza, einem Ortsteil von Monte San Savino, in der Provinz Arezzo und seit 2016 in Le Capanne//Sinalunga statt.
Die Stipendiat*innen werden von namhaften Künstlerinnen und Künstlern benannt. Eine Bewerbung ist derzeit nicht möglich, aber langfristiges Ziel des Vereins. Ziel des Stipendiums ist es, Künstlerinnen und Künstlern aus verschiedenen künstlerischen Sparten Raum und Zeit zu geben, an einem inspirierenden Ort interdisziplinär zu arbeiten. In gemeinsamen Veranstaltungen, Ausstellungen und Konzerten in Gargonza, an wechselnden Orten in Deutschland und anderen Ländern Europas, werden die in Italien entstandenen Arbeiten öffentlich präsentiert. 2016 zeigte die von Wilfried Dörstel kuratierte Ausstellung „so zusammen oder anders. 21. Künstler*innen – 5 Jahre – Gargonza Arts“ (9. September bis 9. Oktober 2016) erstmals alle 21 Stipendiat*innen im Museum für Angewandte Kunst Köln (MAKK) in einer gemeinsamen Schau.
2018 wurde InterArtes e.V. von der Oper Köln eingeladen. In "Schnittstellen I" gestalteten die Künstlerinnen und Künstler des Gargonza Arts Award mit unterschiedlichen Werken ein Abendprogramm im StaatenHaus, in dem die zusammengefügten Künste des Genres Oper aufgefächert zu erleben waren. Regie führte Oliver Klöter. 2021 fand das Folgeprojekt „Schnittstellen II“ statt.
2020 verlieh InterArtes einmalig den forced to flee Award. Dieser ging an einen Künstler, der gezwungen war, aus seinem Heimatland zu fliehen. Schirmherr für diesen Award ist Igor Levit.
2022 kam der Gargonza Arts Award für Digitale Kunst hinzu.

## Gargonza Arts Award
Im März 2012 wurde der Gargonza Arts Award erstmals verliehen. Er wurde bis 2016 jedes Jahr und danach alle zwei Jahre an vier bis fünf junge, herausragende Künstlerinnen und Künstler vergeben. Der Award beinhaltet einen etwa dreimonatigen Aufenthalt in der „Casa Contessa Francesca“ – einem Haus, das an das Castello di Gargonza angegliedert ist, sowie in dem zweiten Künstlerhaus in Le Capanne/Sinalunga. Die Auszeichnung wird durch den Verein InterArtes e.V. ausgelobt. Initiator und Vorstandsvorsitzender des Vereins ist Michael Faust, Soloflötist des WDR Sinfonieorchesters und Professor an der Robert-Schumann-Hochschule Düsseldorf.
Unter den Kuratoren befinden sich Künstlerinnen und Künstler aus den Bereichen Komposition, Baukunst/Architektur, Literatur und Bildende Kunst, darunter Ulf Aminde, Mary Bauermeister, Tony Cragg, Ulrike Draesner, Péter Eötvös, Dominique Gauzin-Müller, Heinz Holliger, Navid Kermani, Jürgen Klauke, Dea Loher, Philippe Manoury, Herbert Molderings, Hanns-Josef Ortheil, Karl-Heinz Petzinka, Robert HP Platz, Gregor Schneider, Daniela Seel, Gaby Wijers und Haegue Yang.

## Preisträger 2012
Bildende Kunst
- Isaak Broder (Fotografie, benannt von Herbert Molderings)
- Sandra Schlipkoeter (Malerei, benannt von Tony Cragg)

Baukunst/Architektur
- Micky Damm (benannt von Karl-Heinz Petzinka)

Literatur
- Kevin Kuhn (benannt von Hanns-Josef Ortheil)

Komposition
- Genoël von Lilienstern (benannt von Péter Eötvös)

## Preisträger 2013
Bildende Kunst
- Fabian Altenried (benannt von Tony Cragg)

Baukunst/Architektur
- Micha Ernst Sören Jönke (benannt von Karl-Heinz Petzinka)

Literatur
- Anne-Kathrin Heier (benannt von Hanns-Josef Ortheil)

Komposition
- Nicolas Mondon (benannt von Robert HP Platz)
- Jean-Sélim Abdelmoula (benannt von Heinz Holliger)

## Preisträger 2014
Bildende Kunst
- Christian Seidler (benannt von Anthony Cragg)

Baukunst/Architektur
- Frank Illing (benannt von Karl-Heinz Petzinka)

Literatur
- Maren Kames (benannt von Hanns-Josef Ortheil)

Komposition
- Matej Bonin (benannt von Robert HP Platz)

## Preisträger 2015
Bildende Kunst
- Tobias Nink (benannt von Anthony Cragg)

Baukunst/Architektur
- Rene Kersting (benannt von Karl-Heinz Petzinka)

Literatur
- Lilian Peter (benannt von Ulrike Draesner)

Komposition
- Emre Sihan Kaleli (benannt von Heinz Holliger)

## Preisträger 2016
Bildende Kunst
- Jan Hoeft (benannt von Jürgen Klauke)

Baukunst/Architektur
- Florian Krewer (benannt von Ulrich Wiegmann)

Literatur
- Christiane Heidrich (benannt von Daniela Seel)

Komposition
- Andreas Eduardo Frank (benannt von Robert HP Platz)

## Preisträger 2018
Bildende Kunst
- Christoph Matthes (benannt von Peter Doig)

Baukunst/Architektur
- Julie Jaleh Vormweg (benannt von Nikolaus Bienefeld)

Literatur
- Katarzyna Fetlińska (benannt von Daniela Seel)

Komposition
- Francisco José Domínguez (benannt von Péter Eötvös)

## Preisträger 2020
Bildende Kunst
- Thimo Franke (benannt von Gregor Schneider)

Baukunst/Architektur
- Lara Briz Bejerano (benannt von Dominique Gauzin-Müller)

Literatur
- Liat Fassberg (benannt von Dea Loher )

Komposition
- Daphné Hejebri (benannt von Philippe Manoury)

Forced to flee Stipendium / Bildende Kunst
- Dachil Sado (benannt von Ulf Aminde)

## Preisträger 2022
Bildende Kunst
- Paul John (benannt von Gregor Schneider)

Baukunst/Architektur
- Aude Geant  (benannt von Dominique Gauzin-Müller)

Literatur
- Deniz Ohde (benannt von Navid Kermani)

Komposition
- Aydin Leon Pfeiffer (benannt von Robert HP Platz)

Digitale Kunst
- Valentina Gal  (benannt von Gaby Wijers)

## Schirmherr
Fritz Pleitgen engagierte sich seit 2015 bis zu seinem Tod mit einer Schirmherrschaft für den Verein InterArtes e.V. und für das Projekt Gargonza Arts.
Igor Levit engagiert sich seit 2019 als Schirmherr des forced-to-flee-Stipendiums (Geflüchtetenstipendium) für den Verein InterArtes e.V. und für das Projekt Gargonza Arts.